# Koalicijska vlada
Koalicijska vlada je oblika vlade, ki jo sestavijo različne politične stranke. Običajni razlog za takšno ureditev je, da nobena stranka po volitvah ne doseže absolutne večine v parlamentu. Nastane lahko tudi v času nacionalnih težav ali krize (na primer med vojno ali gospodarsko krizo), da bi vladi zagotovili visoko stopnjo zaznane politične legitimnosti ali kolektivne identitete, lahko pa igra tudi vlogo pri zmanjševanju notranjepolitične kriz. V takih časih so stranke oblikovale vsestrankarske koalicije (vlade narodne enotnosti, velike koalicije). Če koalicija propade, parlament glasuje o zaupnici ali pa je sprožen postopek o razglasitvi nezaupnice.

## Po svetu
Države, kjer so pogoste koalicijske vlade, so: nordijske države, države Beneluksa, Avstralija, Avstrija, Brazilija, Ciper, Francija, Nemčija, Grčija, Indija, Indonezija, Irska, Izrael, Italija, Japonska, Kenija, Kosovo, Latvija, Libanon, Litva, Nepal, Nova Zelandija, Pakistan, Tajska, Slovenija, Španija, Trinidad in Tobago, Turčija in Ukrajina. Švici je od leta 1959 do 2008 vladala koalicija štirih najmočnejših strank v parlamentu, imenovana "Čarobna formula". Med letoma 2010 in 2015 je Združeno kraljestvo vodila koalicija med konservativno in liberalno-demokratsko stranko, kar je za Združeno kraljestvo nekoliko nenavadno, saj ima običajno enostrankarsko večinsko vlado.

### Slovenija
V zgodovini Republike Slovenije so bile vse vlade koalicijske.

## Kritika
Zagovorniki proporcionalne zastopanosti menijo, da koalicijska vlada vodi k politiki, ki temelji na soglasju, saj mora vlada, ki jo sestavljajo različne stranke (pogosto temeljijo na različnih ideologijah), sklepati kompromise glede vladne politike. Druga navedena prednost je, da koalicijska vlada bolje odraža splošno mnenje volivcev v državi.
Tisti, ki ne odobravajo koalicijskih vlad, verjamejo, da so takšne vlade nagnjene k neharmoniji, saj imajo njihove sestavne stranke različna prepričanja in se zato ne morejo vedno strinjati. Včasih rezultati volitev pomenijo, da so koalicije, ki so matematično najbolj verjetne, ideološko neizvedljive, na primer v Flandriji ali na Severnem Irskem. Druga težava bi lahko bila zmožnost manjših strank, da igrajo »kingmakerja« in, zlasti na tesnih volitvah, v zameno za svojo podporo pridobijo veliko več moči, kot bi jo sicer upravičilo število njihovih glasov.
Močne stranke lahko delujejo tudi na oligokratski način, da oblikujejo zavezništvo, da bi zadušile rast nastajajočih strank. Seveda je tak proces v koalicijskih vladah redek v primerjavi z dvostrankarskimi sistemi, ki običajno obstajajo zaradi zadušitve rasti nastajajočih strank, pogosto z diskriminatornimi predpisi o pravilih o nominacijah in pluralnostjo glasovalnih sistemov itd.
Ena sama močnejša stranka lahko nesorazmerno oblikuje politiko koalicije. Manjše ali manj močne stranke je mogoče prestrašiti, da se odkrito ne strinjajo. Da bi obdržali koalicijo, bi morali v parlamentu glasovati proti platformi lastne stranke. Če tega ne storijo, mora stranka zapustiti vlado in izgubi mesto v vladi.